# 平托鲁姆克拉
平托鲁姆克拉（Pynthorumkhrah），是印度梅加拉亚邦東卡希山縣的一个城镇。

## 人口
该地2001年总人口22108人，其中男性11387人，女性10721人；0－6岁人口3151人，其中男1598人，女1553人；识字率71.27%，其中男性为75.34%，女性为66.95%。